# Storia dell'automobilismo (1895)
La storia dell'automobilismo 1895 vede l'inizio delle competizioni anche in Italia dopo le prime competizioni automobilistiche svoltesi negli anni precedenti.

## L'annata 1895: diario e tabelle

### Il diario
| Gli avvenimenti 1895 | Gli avvenimenti 1895 |
| Mese                 | Avvenimento |
| -------------------- | --- |
| maggio               | Anche in Italia molti cominciavano a guardare al nuovo mezzo di locomozione con crescente interesse. A Torino, un Comitato cittadino organizzava – in occasione della Esposizione del Ciclo – un “esperimento di corsa di veicoli automotori”. La corsa (da Torino ad Asti e ritorno, 93 km) contava 5 partenti, 3 dei quali concludevano la gara. Vinceva l'ing. Federmann con un omnibus Daimler a 4 posti alla media di km/h 15,5. Questa era comunque, in assoluto, la prima corsa automobilistica italiana. |
| giugno               | La Francia (e, si può dire, l'intero mondo automobilistico), erano in fermento: si disputava la prima vera grande corsa automobilistica di velocità, su un percorso di quasi 1.200 chilometri (Parigi-Bordeaux-Parigi), retta da un regolamento piuttosto preciso e severo. Il successo della grande corsa francese poteva così sintetizzarsi: 46 iscritti, 22 partenti, 10 arrivati (di cui 9 classificati). Si tratta, in sostanza, in assoluto, della prima vera grande corsa automobilistica di velocità. In questo primo confronto fra le tre conosciute forme di propulsione meccanica, aveva il sopravvento il petrolio, mentre il vapore appariva decisamente in declino e l'elettricità era già alle prese con il problema della scarsa autonomia. La vittoria – all'incredibile media di oltre 24 chilometri all'ora – andava al bravo Émile Levassor che, oltretutto, portava stoicamente a termine la massacrante gara guidando pressoché ininterrottamente per quasi 49 ore, avendo rifiutato che il suo compagno di viaggio, D'Hostingue, lo sostituisse alla guida della sua nuova Panhard & Levassor 4 HP munita di motore bicilindrico Daimler tipo Phénix. Eccoci alla prima apparizione in corsa di una vettura munita di pneumatici. Indubbiamente “storica” la partecipazione alla Paris-Bordeaux-Paris di una Peugeot equipaggiata con pneumatici con camera d'aria fabbricati dai fratelli Michelin, che parteciparono in prima persona alla corsa alternandosi alla guida: nonostante il gran numero di forature, non si può negare che l'esperimento abbia avuto esito positivo. |
| novembre             | Questo mese autunnale registrava quattro avvenimenti degni di rilievo, il più importante dei quali era la fondazione dell’Automobile Club de France, una associazione che si proponeva di diffondere l'automobilismo e di organizzare manifestazioni, anche di tipo agonistico. La data di fondazione del Club era il 5 novembre: sette giorni dopo ne veniva eletto Presidente il Barone De Zuylen. Il 1º novembre si costituiva negli Stati Uniti il primo Club automobilistico, denominato “The american motor league”. Era ancora l'America a porsi alla ribalta della cronaca per una serie di manifestazioni indette dal giornale “Times Herald” di Chicago. Non furono manifestazioni coronate da grande successo, ma si trattava purtuttavia delle prime gare automobilistiche americane, dopo il famoso Premio del Wisconsin risalente all'ormai lontano 1878. In realtà la corsa del Times Herald avrebbe dovuto essere una soltanto, da disputarsi il 2 novembre, ma la scarsità dei partecipanti (2 soli) induceva gli organizzatori a posticipare la corsa al giorno 28; i due sparuti concorrenti però venivano fatti correre ugualmente, per non deludere troppo il pubblico, sul tratto Chicago-Waukegan. La vittoria arrideva ad Oscar B. Mueller, con la sua Benz “vis s vis”, né poteva essere altrimenti se si considera che l'altro concorrente (J.Frank Duryea su Duryea) era costretto al ritiro. Il giorno 28, la situazione era un poco migliore, ma non entusiasmante, dal momento che i partenti erano appena sei. Questa seconda gara si svolse in condizioni meteorologiche proibitive e su fondo innevato, il che giustificava la scarsità di adesioni. Sugli 87 chilometri abbondanti del percorso (Chicago-Evanston-Chicago) il vincitore – J.Frank Duryea – otteneva una media oraria di soli 8,4 chilometri all'ora. |
| dicembre             | Per iniziativa di Sir David Salomons si costituiva, in Gran Bretagna, la “Self Propelled Traffic Association”: oltre ad un dichiarato generale impegno per la diffusione della locomozione meccanica, la nuova associazione si proponeva di far abolire la vigente legge – antiquata e severissima – che regolamentava il traffico motoristico in Gran Bretagna. |

### Le tabelle
| Le Corse 1895            | Le Corse 1895 | Le Corse 1895 | Le Corse 1895 | Le Corse 1895 | Le Corse 1895    | Le Corse 1895           | Le Corse 1895       | Le Corse 1895   | Le Corse 1895 |
| Corsa                    | Naz.          | Ril.          | Data          | Percorso (km) | Pilota vincente  | Vettura vincente        | Tipo di propulsione | Tempo impiegato | Media (km/h)  |
| ------------------------ | ------------- | ------------- | ------------- | ------------- | ---------------- | ----------------------- | ------------------- | --------------- | ------------- |
| Torino-Asti-Torino       | I             | *             | 18-05         | 93,000        | Federmann Simone | Daimler, omnibus        | Vapore              | 06h00'00”       | 15,500        |
| Parigi-Bordeaux-Parigi   | F             | ***           | 11-06/15-06   | 1178,000      | Levassor Emile   | Panhard & Levassor 4 hp | Petrolio            | 48h48'00"       | 24,139        |
| Chicago-Waukegan-Chicago | USA           | *             | 02-11         | 148,000       | Mueller Oscar B. | Mueller-Benz 4 hp       | Petrolio            | 09h22'30”       | 15,786        |
| Chicago-Evanston-Chicago | USA           | *             | 28-11/29-11   | 87,484        | Duryea J.Frank   | Duryea 2cil             | Petrolio            | 10h23'00”       | 8,425         |

| Naturalmente, poiché questo sport era agli albori, ancora non erano nati i “Grand Prix” e quindi non esisteva ancora alcuna “Formula” internazionale di corsa. In generale, alle corse di questo 1895 erano ammessi tutti i veicoli mossi da un qualsiasi sistema propulsivo che non fosse quello “animale”. Per la disputa della Parigi-Bordeaux-Parigi di giugno (la prima vera corsa automobilistica di velocità su lunga distanza) era stato predisposto dagli organizzatori un regolamento breve ma preciso e severo. Tra le regole prescritte, queste le più interessanti: - Le vetture devono essere occupate da almeno due persone - I tricicli ed i bicicli, di peso fino a 150 kg, sono ammessi alla gara - Ogni conduttore può essere sostituito durante la corsa (questa norma si è resa necessaria in considerazione della enorme lunghezza del percorso) - Possono essere eseguite riparazioni alle vetture durante la corsa, purché si utilizzino esclusivamente parti di ricambio recate a bordo |

| Il miglior pilota 1895              | Il miglior pilota 1895 |
| Pilota                              | Commento |
| ----------------------------------- | --- |
| Émile Levassor (Panhard & Levassor) | Può essere considerato “Miglior pilota”in quanto vincitore della Paris-Bordeaux-Paris, la corsa di gran lunga più importante dell'anno |
| Louis Rigoulot (Peugeot)            | Può essere considerato al posto d'onore in quanto secondo classificato nella Parigi-Bordeaux-Parigi                                    |

| Caratteristiche delle principali vetture da corsa 1895 | Caratteristiche delle principali vetture da corsa 1895 | Caratteristiche delle principali vetture da corsa 1895 | Caratteristiche delle principali vetture da corsa 1895 | Caratteristiche delle principali vetture da corsa 1895 | Caratteristiche delle principali vetture da corsa 1895 | Caratteristiche delle principali vetture da corsa 1895 | Caratteristiche delle principali vetture da corsa 1895 | Caratteristiche delle principali vetture da corsa 1895 | Caratteristiche delle principali vetture da corsa 1895 | Caratteristiche delle principali vetture da corsa 1895 |
| ------------------------------------------------------ | ------------------------------------------------------ | ------------------------------------------------------ | ------------------------------------------------------ | ------------------------------------------------------ | ------------------------------------------------------ | ------------------------------------------------------ | ------------------------------------------------------ | ------------------------------------------------------ | --- | ------------------------------------------------------ |
| Marca                                                  | Nazione                                                | Modello                                                | Numero cilindri                                        | Cilindrata cmc                                         | Potenza max HP                                         | Giri/min                                               | Peso Kg                                                | Vel.max km/h                                           | Note |                                                        |
| Amédée Bollée                                          | F                                                      | La nouvelle                                            | 2 orizzontali                                          | a vapore                                               | 15/30 hp                                               | ---                                                    | 3.200 a secco                                          | 28 (oltre 40 per tratti brevissimi)                    | Veicolo risalente al 1880-81; caladaia “Field” con diametro esterno di mm 70 e 118 tubi, superficie riscaldamento m². 5,65; superficie dei surriscaldatori m² 1,02; temperatura media del vapore riscaldato 300º; motore a due cilindri orizzontali, alesaggio mm 150, corsa mm 160, potenza stimata tra i 15 ed i 30 HP; vettura: carreggiata cm 152, passo cm 218, diametro ruote anteriori cm 83, diametro ruote posteriori cm 104; consumo per chilometro: 10 litri d'acqua, 1,8 kg di combustibile. |                                                        |
| Benz-De La Vergne                                      | D/USA                                                  | 4 HP                                                   | 1 orizzontale                                          | 2.230 (130x168)                                        | 4 hp                                                   | ---                                                    | 750 circa                                              | 30 circa                                               | Motore Benz posteriore; vettura munita di gomme piene; passo cm 167 |                                                        |
| Benz-Macy-Roger                                        | D/F/USA                                                | 4 HP                                                   | 1 orizzontale                                          | 2.255 (127x178)                                        | 4 hp                                                   | ---                                                    | 830 circa                                              | 30 circa                                               | Motorec Benz posteriore; vettura munita di gomme piene; passo cm 170; carreggiate anter/poster cm 132 |                                                        |
| Benz-Mueller                                           | D/USA                                                  | 4 HP                                                   | 1 orizzontale                                          | 2.448 (140x158)                                        | 4 hp                                                   | ---                                                    | 750 circa                                              | 30 circa                                               | Motore Benz posteriore; vettura munita di gomme piene; passo cm 185; carreggiate anter/poster cm 121 e 128 |                                                        |
| De Dion-Bouton                                         | F                                                      | Dog cart                                               | 2 opposti                                              | a vapore                                               | 11 hp                                                  | ---                                                    | ---                                                    | ---                                                    | Caldaia dotata di meccanismo per accrescere la temperatura del vapore, motore a due cilindri opposti con corsa di 90 mm ed alesaggio di mm 75 per il cilindro ad alta pressione e di mm 115 per quello a bassa pressione, cambio a 2 rapporti |                                                        |
| Duryea                                                 | USA                                                    | ---                                                    | 2 orizzontali                                          | 1.853 (101,6x114,3)                                    | 3,5 hp                                                 | ---                                                    | ---                                                    | oltre 30                                               | Cambio a 3 rapporti, trasmissione a cinghia; vettura munita di pneumatici; passo cm 146; carreggiate anter/poster cm 136 e 140 |                                                        |
| Jeantaud                                               | F                                                      | Break                                                  | ---                                                    | Elettrica                                              | 7 hp                                                   | ---                                                    | 2.200 circa                                            | 24                                                     | Motore elettrico (225 kg di peso), 38 accumulatori da 210 ampér/ora (ciascuno pesante 15 kg), cambio a 2 rapporti, trasmissione a catena; diametro ruote anteriori cm 100, diametro ruote posteriori cm 140. |                                                        |
| Morris & Salom                                         | USA                                                    | Electrobat                                             | ---                                                    | Elettrica                                              | 3 hp                                                   | ---                                                    | 750 circa                                              | oltre 30                                               | Due motori elettrici Lundell da 1.100 Watts cadun (azionanti l'assale anteriore) alimentati da 18 accumulatori della Electric Storage Battery Co; passo cm 125; carreggiate anter/poster cm 112 e 92; ruote a raggi in legno (le ruote anteriori di maggior diametro rispetto alle posteriori); vettura munita di pneumatici |                                                        |
| Panhard & Levassor                                     | F                                                      | 2 posti, 4 HP                                          | 2 in linea                                             | 1.206 (80x120)                                         | 4 hp                                                   | 800                                                    | 600 circa                                              | oltre 30                                               | Motore anteriore Daimler-Phénix, valvole d'aspirazione automatiche, accensione a tubo di platino, carburatore “a livello costante”, frizione a doppio cono di cuoio, differenziale e cambio (a 4 rapporti) “inscatolati” e quindi protetti dalla polvere, trasmissione a doppie catene laterali |                                                        |
| Panhard & Levassor                                     | F                                                      | Omnibus, 8 HP                                          | 4 in linea                                             | 2.412 (80x120)                                         | 8 hp                                                   | 800                                                    | 1.800 circa                                            | 30 circa                                               | Cambio a 4 rapporti |                                                        |
| Peugeot                                                | F                                                      | 3,5 HP                                                 | 2 a V (15º)                                            | 1.032 (78x108)                                         | 3,5 hp                                                 | ---                                                    | ---                                                    | 30 circa                                               | Motore anteriore Daimler, trasmissione a cinghie (fino al cambio) e doppie catene laterali (alle ruote), telaio costituito da tubi d'acciaio vuoti (in alcuni dei quali circola l'acqua per il raffreddamento del motore), sterzo azionato da catena, ruote anteriori e posteriori a raggi metallici e montate su cuscinetti, sospensione anteriore a balestra trasversale |                                                        |
| Sturges                                                | USA                                                    | Break                                                  | ---                                                    | Elettrica                                              | ---                                                    | ---                                                    | 1.600 circa                                            | ---                                                    | Un motore elettrico Lundell; passo cm 165; carreggiate anter/poster cm 145; ruote motrici posteriori; vettura munita di gomme piene |                                                        |
| Vincke et Delmer-Benz                                  | D/B                                                    | 4-5 posti                                              | 1 orizzontale                                          | ---                                                    | 3 hp                                                   | ---                                                    | ---                                                    | ---                                                    | Motore Benz posteriore, trasmissione a catena |                                                        |

| I record 1895 |
| --- |
| Pur non esistendo alcunché di "ufficiale", si può tuttavia indicare come "record" (inteso come miglior risultato velocistico cronometrato) su distanza superiore ai 100 km, quello che Émile Levassor otteneva con la Panhard & Levassor 4 HP alla Parigi-Bordeaux-Parigi, ovvero km/h 24,139 sul percorso di 1.178 km. Su distanze inferiori ai 100 km, la media oraria più elevata finora raggiunta rimaneva quella del maggio 1891 alla corsa di Longchamp dove il vincitore Merelle su triciclo a vapore aveva ottenuto la media (approssimativa) di km/h 29,256 su 20 km di percorso |

## Approfondimento
| Torino-Asti-Torino 1895 | |
| Codice | 00006.1895 |
| Nazione | Italia |
| Località | Torino |
| Data | sabato 18 maggio 1895 (a) |
| Tipo gara | velocità su strada, in due semi-tappe nella stessa giornata (la prima al mattino, la seconda nel pomeriggio) |
| Percorso | - Prima semi-tappa: Torino (corso Moncalieri)-Villanova d'Asti-Villafranca d'Asti-Asti (piazza Alfieri), km 46,500 - Seconda semi-tappa: Asti (piazza Alfieri)-Villafranca d'Asti-Villanova d'Asti-Torino (corso Moncalieri),km 46,500 - Percorso complessivo: km 93,000 |
| Veicoli ammessi | qualsiasi mezzo con trazione non animale |
| Partiti | 5 (3 a petrolio/benzina -di cui 2 bicicletti- e 2 a vapore) |
| Arrivati | 3 (2 a petrolio/benzina -bicicletti- e 1 a vapore) |
| Ritirati | 2 (1 a petrolio/benzina e 1 a vapore) |
| Priorità/curiosità: - prima gara "automobilistica" svoltasi in Italia | |
| Classifica generale assoluta: 1. Federmann Simone [Daimler, omnibus 4 posti, a vapore] 6 ore 00'00", media km/h 15,500 (b) 2. Ceirano Giovanni Battista [(Marca imprecisata), bicicletto,a petrolio] tempo impiegato: N.D. (Hildebrand & Wolfmuller) 3. Wolfmuller Alois (Dt)(c) [Wolfmuller, bicicletto, a petrolio] tempo impiegato:N.D. | |
| Ritiri e cause: - Sclaverani [Officine di Savigliano, break 6 posti, a vapore] : si ritira prima di giungere a Villafranca d'Asti, durante la semi-tappa del mattino, per motivi ignoti - Brena Cleto [Benz, “Velo”, vettura, a petrolio] : non riparte da Asti per la semi-tappa di ritorno causa la stanchezza del pilota | |
| Note: - (a) impossibile definire con assoluta certezza la data di svolgimento della corsa: le diverse fonti disponibili parlano del 18 maggio, del 28 maggio e del 29 maggio (tutte date che tra l'altro non corrispondono a domenica, giornata nella quale invece alcuni collocano la manifestazione) - (b) il cronometraggio fu assolutamente approssimativo, per cui anche la media oraria indicata è da considerare indicativa - (c) non è accertato se il biciclo Wolfmuller venne effettivamente condotto dal costruttore (Alois Wolfmuller (24 04 1864 - 3 10 1948) costruttore dei motori Hildebrand & Wolfmuller) | |

### La prima corsa italiana: la Torino-Asti-Torino
Mentre in Francia l'automobile stava facendo proseliti in numero sempre crescente (erano già in circolazione più di 200 automobili) e l'attenzione degli appassionati era puntata sulla annunciata grande corsa Parigi-Bordeaux-Parigi, in Italia la curiosità popolare guardava, con simpatia ma anche con diffidenza, le evoluzioni dei primi temerari automobilisti, i quali tra l'altro, in assenza di una qualsiasi industria nazionale che operasse nel settore, non potevano che disporre di veicoli di costruzione straniera.
La prima vettura a circolare in Italia era stata quasi certamente una Peugeot, acquistata nel gennaio 1893 dall'industriale Gaetano Rossi di Schio (VI), cui avevano fatto seguito una Panhard & Levassor (febbraio 1894, marchese Ginori di Firenze) una Benz modello “Velo” di un certo Cleto Brena (avvistata a Milano, al largo Cairoli), ed infine – sempre nel 1894- una seconda Peugeot (del romano Marino Torlonia).
Il mese di maggio 1895 riservava comunque agli italiani due eventi motoristici di una certa risonanza. Iniziava il già menzionato Brena che compiva con la sua Benz, accompagnato dal giornalista Rodolfo Bianchi, un giro quasi completo della penisola (Milano, Roma, Napoli e ritorno, toccando anche Genova e Torino), accolto in ogni città da gruppi festanti.
L'eco dell'impresa del Brena non era ancora scemato quando da Torino giungeva notizia di un comitato cittadino, capeggiato dall'ing. Sacheri, che intendeva indire, in occasione dell'Esposizione del Ciclo prevista al Valentino per la seconda metà del mese di maggio, un “esperimento di corsa per veicoli automotori”.
L'annuncio di questa prima manifestazione agonistica italiana, suscitava tra gli automobilisti nostrani un discreto interesse, ma la lunghezza del percorso (quasi 100 km, da Torino ad Asti e ritorno) e la prevedibile difficoltà derivante dai numerosi dislivelli che contraddistinguevano le strade del Monferrato (spaventava in particolare la salita del Dusino, tra Villanova d'Asti e Villafranca d'Asti) indussero i più a rinunciare alla competizione.
La mattina del giorno della gara, alla partenza (in corso Moncalieri, appena fuori Torino) si presentavano soltanto 5 concorrenti, di cui tre alla guida di veicoli a 4 ruote e due su "bicicletti" (così erano denominati all'epoca, al maschile) a motore.
Nessun mezzo italiano “competitivo” era presente e difficilmente poteva essere diversamente, visto e considerato che, al momento, soltanto le poche unità costruite dal veronese Enrico Bernardi potevano essere annoverate tra i mezzi a motore italiani effettivamente funzionanti.
L'elenco degli effettivi partecipanti era il seguente:
- ing. Simone Federmann, con un "omnibus" Daimler a 4 posti
- sig. Cleto Brena, con una vettura Benz
- ing. Sclaverani, con un “break” a vapore a 6 posti battezzato “la staffetta”, costruito dalle Officine di Savigliano su progetto dell'ing. Dewolf, direttore della Società Tramvie Economiche Biellesi.
- sig. Giovanni Battista Ceirano (un nome destinato a diventare famoso nel giro di pochi anni) con un bicicletto di Marca Hildebrand & Wolfmüller.
- un "bicicletto" a Hildebrand & Wolfmüller, condotto dal costruttore Alois Wolfmüller

Il primo “via” veniva dato alle 7:30 dall'ing. Federmann: a seguire, distanziati di cinque minuti, partirono gli altri quattro concorrenti. Alla partenza presenziava, tra gli altri, l'ormai celebre Gottlieb Daimler, che si trovava a Torino con la moglie per contattare alcuni personaggi piemontesi in relazione ai suoi brevetti e che, presumibilmente, tifava per il Federmann, che era il rappresentante in Italia per la Casa tedesca.
Il pubblico non era numeroso, forse per via dell'orario: solo qualche appassionato del nuovo mezzo di locomozione, i soliti curiosi, qualche gruppetto di ciclisti.
Primo a raggiungere il traguardo di Asti fu il Federmann, che vi giunse attorno alle 10:30; poco prima di mezzogiorno era la volta dei due bicicletti a motore, mentre soltanto alle due del pomeriggio arrivò la Benz di Brena. All'appello mancava la “staffetta” a vapore di Sclaverani, fermatasi prima di Villafranca.
Ad Asti, in piazza Alfieri (dov'era posto il traguardo) il pubblico era abbastanza numeroso. Alle 15 venne dato il segnale di partenza ai superstiti per la semi-tappa di ritorno: i partenti però si riducevano a tre, causa l'abbandono del Brena, troppo affaticato dalle 6 ore di marcia del mattino.
Anche in questa semi-tappa pomeridiana, il più veloce risultava l'ing. Federmann, che raggiungeva corso Moncalieri alle 18 e si aggiudicava la prova alla media di km/h 15,500, avendo coperto i 93 km del percorso in un tempo, calcolato grazie ad un comune orologio, di 6 ore nette.
Al posto d'onore il Cerano, terzo ed ultimo il biciclo Wolfmuller. La corsa si concludeva così nella massima regolarità, ma senza aver suscitato particolari entusiasmi, né aver rivelato innovazioni tecniche: il suo unico merito rimaneva quello di essere la prima organizzata in Italia.
Alla sera, nel corso di una cerimonia, l'ing. Federmann ricevette in premio una medaglia d'oro, mentre il giorno dopo i veicoli rimasero in mostra all'Esposizione del Ciclo, tra il palese scetticismo dei sostenitori della tradizionale bicicletta.
| Parigi-Bordeaux-Parigi 1895 | |
| Codice | 00007.1895 |
| Nazione | Francia |
| Località | Parigi (Versailles, Place d'Armes) |
| Data | da martedì 11 giugno a sabato 15 giugno 1895 |
| Tipo gara | velocità su strada |
| Percorso | Parigi (Versailles, Place d'Armes), Etampes, Orléans, Blois, Vouvray, Tours, Chatellerault, Poitiers, Ruffec, Angouleme, Bordeaux, Angouleme, Ruffec, Poitiers, Chatellerault, Tours, Vouvray, Blois, Orléans, Etampes, Pariii (Porta Maillot), complessivi km 1.178,000 |
| Veicoli ammessi | - vetture (a petrolio, a vapore, elettriche) occupate da almeno due persone - motocicli (bicicli e tricicli) di peso fino a Kg 150 |
| Partiti | 22 (15 a petrolio/benzina -di cui 2 bicicli-, 6 a vapore e 1 elettrica) |
| Arrivati | 10 (9 a petrolio/benzina e 1 a vapore) |
| Non classificati | 1 (a petrolio/benzina), fuori tempo massimo |
| Classificati | 9 (8 a petrolio/benzina e 1 a vapore) |
| Ritirati | 12 (6 a petrolio/benzina -di cui 2 bicicli-, 5 a vapore e 1 elettrica) |
| Priorità/curiosità: | - prima gara in cui l'ordine di partenza è determinato da sorteggio - prima vera corsa automobilistica su lunga distanza disputata al mondo |
| Classifica generale assoluta: 1. (n. 5) Levassor Emile [Panhard & Levassor, 4 HP, 2 posti, a petrolio] 48ore 48'00", media km/h 24,139 2. (n. 15) Rigoulot Louis [Peugeot, 3,5 HP, Duc 2 posti, a petrolio] 54ore 35'00, distacco 5ore 47'00” 3. (n. 16) Koechlin Paul [Peugeot, 3,5 HP, Phaeton 4 posti, a petrolio] 59ore 48'00”, distacco 11ore 00'00” 4. (n. 8) Doriot Auguste [Peugeot, 3,5 HP, Vis-a-vis 4 posti, a petrolio] 59ore 49'00”, distacco 11ore 01'00” 5. (n. 12) Thum Hans [Benz-Roger, 3 HP, 4 posti, a petrolio] 64ore 30'00”, distacco 15ore42'00” 6. (n. 7) Mayade Emile [Panhard & Levassor, 3,5 HP, 4 posti, a petrolio] 72ore 14'00”, distacco 23ore 26'00” 7. (n. 28) Boulanger [Panhard & Levassor, 8 HP, 5 posti, a petrolio] 78ore 07'00”, distacco 29ore 19'00” 8. (n. 13) Roger Emile [Benz-Roger, 3 HP, 4 posti, a petrolio] 82ore 48'00”, distacco 34ore 00'00” 9. (n. 24) Bollée Amédée [Bollée, La nouvelle, omnibus 7 posti, a vapore] 90ore 03'00”, distacco 41ore 15'00” | |
| Fuori tempo massimo: - (n. 46) Michelin André [Peugeot, 4 HP, 2 posti, munita di pneumatici, a petrolio] oltre 100ore | |
| Ritiri e cause, percorso di andata: - (n. 1) De Dion Albert [De Dion-Bouton, 20 HP, trattore, a vapore] a Chatellerault, per avaria meccanica di natura imprecisabile - (n. 3) De Chasseloup Laubat Gaston [De Dion-Bouton, Dog Cart 4 posti, a vapore] a Vouvray per rottura trasmissione - (n. 6) Prevost [Panhard & Levassor, 3,5 HP, 2 posti, a petrolio] poco dopo Ruffec, per rottura di una ruota a seguito dell'investimento di un cane - (n. 14) Collomb [Hildebrand-Wolfmuller, biciclo, a petrolio] ad Angouleme, per causa imprecisabile - (n. 18) Gautier Paul [Gautier, 3,5 HP, 4 posti, a petrolio] per avaria meccanica di natura imprecisabile - (n. 21) Identità pilota N.D. [Serpollet, 4 posti, a vapore] pochi chilometri dopo il “via”, forse per inesperienza del pilota - (n. 25) Jeantaud Charles [Jeantaud, 7 HP, Break 6 posti, elettrica] abbandona ad Orléans, dopo aver perso oltre 24 ore causa la rottura di un asse - (n. 26) Rossel Edouard [Rossel, 3,5 HP, 4 posti, a petrolio] per avaria meccanica di natura imprecisabile - (n. 37) "Frederick" =Paul Thaillier [Vincke et Delmer, 3 HP, 4 posti, a petrolio] ad Angouleme, per causa imprecisabile - (n. 42) Millet [Millet, biciclo, a petrolio] ad Orléans, per causa imprecisabile - (n. 43) Identità pilota N.D. [Gautier-Wehrlé, “La cigale”, a vapore] per avaria meccanica di natura imprecisabile | |
| Ritiri e cause, percorso di ritorno - (n. 20) Serpollet Léon [Serpollet, 4 posti, a vapore] a Poitiers, per rottura dell'albero motore. | |

### La grande Parigi-Bordeaux-Parigi
Incoraggiati dalla forse imprevedibile accoglienza riservata l'anno prima alla Parigi-Rouen dagli intenditori ma anche dal grande pubblico, due tra gli appassionati francesi più illustri – il Barone De Zuylen ed il Conte Albert De Dion – chiedevano al “Petit Journal” di indire una prova di velocità pura per veicoli a motore, su di un percorso di almeno 1.000 chilometri. Dopo l'iniziale interesse, il giornale parigino si tirava indietro, forse temendo l'eventuale pubblicità negativa che eventuali incidenti avrebbero potuto generare.
Il Conte De Dion, ben lungi dal desistere, cercava allora tra il folto gruppo di amici personali qualcuno che lo aiutasse nell'impresa. Non gli fu troppo difficile trovarne in abbondanza, se è vero che il 2 dicembre 1894, a casa sua, si ritrovarono numerosi – pare una ventina – per formare il Comitato organizzatore della grande manifestazione. Quel giorno erano presenti: il Barone De Zuylen, il Marchese ed il Conte De Chasseloup-Laubat, il Capt. De Place,i signori Dufayel, Pierre Giffard, Emile e Pierre Gautier, La Valette, Émile Levassor, Paul Meyan, Moreau, Menier, Nansouty, Armand Peugeot, Recopé, Ravenez, Roger, Léon Serpollet. Qualche giorno dopo veniva costituita una Commissione, che comprendeva altri nomi illustri, per la elaborazione e la stesura del regolamento di gara. Presidenti di questa commissione venivano nominati Marcel Deprez e Georges Berger.
Il 13 dicembre 1894 veniva reso noto il regolamento generale della corsa, per la quale veniva scelto il tragitto Parigi-Bordeaux e ritorno.
La Parigi-Bordeaux-Parigi veniva messa in calendario per l'11 giugno, ma gli sguardi della Francia intera e degli ambienti automobilistici delle nazioni motoristicamente più evolute si puntavano sulla grande manifestazione già parecchie settimane prima.
Alla gara, definita “internazionale” ed “aperta ai costruttori od inventori che desiderano mettere alla prova i propri veicoli” si iscrivevano 46 concorrenti (38 vetture - 23 a petrolio, 13 a vapore, 2 elettriche - e 8 tra bicicli e tricicli – tutti muniti di motore a petrolio) che impiegavano veicoli appartenenti ad una trentina di costruttori diversi: tra questi, spiccavano i nomi di Amédée Bolle, De Dion-Bouton, Gautier, Gautier-Wehrlé, Gladiator-Phebus, Hildebrand Wolfmuller, Jeantaud, Panhard & Levassor, Peugeot, Roger, Serpollet.
L'appello lanciato mesi prima dai promotori per una sottoscrizione per la formazione del monte-premi da distribuire ai primi classificati riscuoteva un successo insperato, al punto che alla chiusura della lista la somma racimolata raggiungeva la bella cifra di 70.850 franchi.
Il regolamento della gara si articolava in poche e chiare norme ed a grandi linee disponeva che ogni vettura doveva essere occupata da almeno due persone, che erano ammessi bicicli e tricicli a motore di peso non superiore a 150 kg, che ogni costruttore poteva partecipare con più di una unità (purché non del medesimo modello), che qualsiasi riparazione poteva essere eseguita dai concorrenti stessi durante la corsa utilizzando però il solo materiale (ricambi ed utensili) recato a bordo. Il tempo massimo ammesso per coprire l'intero percorso era fissato in 100 ore. Il primo premio (50% del monte premi complessivo) era destinato alla vettura che portava a termine la gara nel minor tempo possibile.
Tutti si preparavano con la massima serietà alla corsa. Gli organizzatori compilavano una guida con mappe, norme per la guida su strada, istruzioni riferite ai “posti di controllo” (affidati al Touring Club), mentre i concorrenti mettevano a punto sistemi per la sostituzione dei piloti: la Panhard & Levassor prevedeva un solo cambio-piloti a Ruffec, mentre la Peugeot optava invece per turni di guida assai più brevi. Molti anche i punti di rifornimento previsti: particolarmente arduo risultava quello per la vettura a propulsione elettrica di Charles Jeantaud, che aveva la necessità di sostituire molto frequentemente i pesanti accumulatori.
Alla Esposizione alla Galleria Rapp, dal 6 al 9 giugno, si presentavano 29 veicoli, ma gli effettivi partenti si riducevano poi a 22.
Le Marche più rappresentate, con 4 unità a testa, erano le Panhard & Levassor e le Peugeot, e la cosa non poteva meravigliare perché la quasi totalità delle vetture circolanti a Parigi era costituita da unità costruite da queste due Case. Seguivano, con 2 unità a testa, le De Dion-Bouton (2 veicoli a vapore), la Serpollet (2 veicoli a vapore) e la Benz (2 Roger-Benz a petrolio); le restanti 8 unità erano praticamente di altrettanti costruttori diversi.
Delle 4 Panhard & Levassor, 2 erano le stesse che l'anno prima avevano preso parte alla Parigi-Rouen (anche se probabilmente un po' modificate), mentre una (contrassegnata dal numero 28) era una grossa 5/8 posti pesante quasi 2 tonnellate e dotata di motore a 4 cilindri di 2,4 litri ed 8 HP di potenza e l'ultima (n. 5) era un nuovissimo modello munito del più recente motore Daimler denominato Phénix a 2 cilindri verticali da 1,2 litri erogante una potenza di 4 HP al regime di 800 giri/minuto.
Tre delle Peugeot erano delle normali 3,5 HP munite di motore posteriore Daimler a 2 cilindri a V da 1,3 litri di cilindrata (la numero 8 era un “vis-à-vis” a 4 posti, la n° 15 una piccola “duc” a 2 posti, la n 16 un “phaeton” a 4 posti) mentre la quarta, contrassegnata dal numero di gara 46, era destinata a passare alla storia in quanto prima automobile munita di pneumatici anziché di gomme piene.
La De Dion-Bouton, casa ancora fedele alla tradizione della propulsione a vapore, era in gara con la numero 1 (lo stesso “trattore” vittorioso alla Parigi-Rouen dell'anno prima, che però questa volta non aveva alcuna carrozza da trainare) e la numero 3, un “dog-cart” a 4 posti di nuova costruzione, con caldaia dotata di un meccanismo per accrescere la temperatura del vapore.
Emile Roger – rappresentante francese della Benz – iscriveva due macchine di quella Marca, a motore monocilindrico posteriore, molto simili alla Roger-Benz vista alla Parigi-Rouen 1894. Numeri di gara delle due vetture: 12 e 13.
Anche Lèon Serpollet, a sua volta fedelissimo al “vapore”, era in lizza con due veicoli (numeri 20 e 21) caratterizzati da una carreggiata anteriore piuttosto stretta, tale quindi da rendere prevedibilmente precaria la stabilità.
Amédée Bolleé partecipava invece alla gara con un suo "omnibus" a vapore che si poteva definire “glorioso”: la “Nouvelle”, una macchina da 7/8 posti e del peso di oltre 3 tonnellate, costruita circa 15 anni prima ma evidentemente ritenuta ancora in grado di competere con i mezzi di più recente realizzazione.
La sola macchina a propulsione elettrica era la Jeantaud, una sorta di carrozza tipo “break” a 6 posti, un grosso veicolo del peso di circa 2.200 kg, equipaggiato con un motore (pesante 225 kg) che pare erogasse una potenza prossima ai 7 HP, per il cui funzionamento erano necessari 38 accumulatori da 210 ampere/ora.
Il nome Gautier appariva due volte tra quelli dei veicoli al via: con la semplice denominazione di “Gautier” era indicata una vettura a petrolio dalle caratteristiche non note, mentre con il nome “Gautier-Wehrlé” correva (con il n° 43) una vettura a vapore (chiamata “La cigale”) che montava una caldaia Serpollet e che aveva la inusuale caratteristica di montare ruote anteriori e posteriori dello stesso diametro.
Molto somigliante alla Peugeot era la numero 26, una Rossel con motore Daimler.
Chiudeva la rassegna delle vetture in gara, la Vince et Delmer (n° 37), una 4-5 posti costruita a Malines (Belgio) dal belga Nicolas Vince e dal francese Louis Delmer e dotata di motore Benz, montato posteriormente.
Molta curiosità destava il biciclo Millet (numero di gara 42), il cui motore a 5 cilindri “stellare” era posto all'interno della ruota posteriore e ruotava con essa: originale l'idea, dubbio il rendimento.
Altro biciclo in gara, l'Hildebrand-Wolfmuller bicilindrico (numero di gara 14): trattavasi di un biciclo che, sprovvisto di pedali, doveva sempre essere avviato “a spinta”.
Martedì 11 giugno 1895. Il grande momento era arrivato. La prima grande e “vera” corsa di velocità automobilistica stava per avere inizio.
Alle 9 i veicoli pronti per la gara cominciavano a comparire in Place Charles-de-Gaulle, dove tutta la Parigi mondana, intellettuale ed industriale era convenuta, assieme ai soliti anonimi e semplici curiosi, ai piedi dell'Arco di Trionfo. Quando i concorrenti attesi per il “via” erano finalmente radunati, veniva composto un corteo per raggiungere, attraverso il Quai de Puteaux, la Place d'Armes di Versailles, dove dovevano essere date le partenze “ufficiali”. Una volta raggiunta la Place d'Armes, i veicoli venivano fatti allineare in base all'ordine di partenza, sorteggiato alla vigilia della gara. Alle 12, 1 minuto e 30 secondi, espletate le formalità di rito, il Marchese De Chasseloup Laubat, impartiva il segnale di “via” alla prima vettura (la Peugeot numero 15), seguita dalle altre ad intervalli di due minuti. Quando, quarantadue minuti dopo, era giunta l'ora della partenza dell'ultimo concorrente – la Peugeot n° 46 dei fratelli Michelin – la vettura non si trovava… I minuti trascorrevano inesorabili nell'incertezza generale, quando si spargeva la voce che la vettura fosse ferma per una panne, tra Parigi e Versailles. Posto rimedio all'avaria (forse la prima foratura?), i fratelli giungevano in prossimità del traguardo di partenza con una mezz'ora di ritardo ma, eccezionalmente, venivano ammessi alla corsa e partivano, applauditi, alle 13 e 17.
Nel volgere di poco più di un'ora, dunque, avevano lasciato Versailles 13 vetture a petrolio, 6 a vapore, 1 elettrica e 2 bicicli.
La corsa dei primi era subito ricca di spunti interessanti. La De Dion-Bouton a vapore (n° 3), guidata dal Conte De Chasseloup-Laubat, raggiungeva e superava nei primi chilometri la Peugeot (n° 15) di Rigoulot, che si era avviata due minuti prima. Al posto di controllo di Etampes, la De Dion-Bouton (n° 3) era in testa, ma, mentre era ferma per rifornirsi, veniva raggiunta dalla Panhard & Levassor (n° 5) di Émile Levassor, che ripartiva per prima non avendo necessità di rifornirsi. Ripartito di gran carriera, De Chasseloup riacciuffava Levassor, lo superava e giungeva a Orléans con circa 6 minuti di vantaggio. A Blois, il margine della De Dion-Bouton saliva a 19 minuti, anche perché Levassor, convinto che l'avversario non avrebbe potuto mantenere a lungo quella andatura, non forzava. Nella strada verso Tours l'equipaggio della Panhard & Levassor numero 5 (Émile Levassor ed il compagno D'Hostingue) notava la rivale De Dion-Bouton ferma lungo i bordi della strada, evidentemente in panne, la superava ma, pur rendendosi conto di essere al momento in testa, non poteva sapere che l'avaria che immobilizzava la De Dion era talmente grave (la rottura della trasmissione) da impedirle di proseguire. Il posto di controllo situato a Tours, in piazza Donnée, veniva raggiunto da Levassor 20 minuti prima delle 21: tra le acclamazioni del folto pubblico, la Panhard & Levassor ripartiva quasi immediatamente. La anziana Amédée Bollée “Nouvelle”, che aveva iniziato la corsa brillantemente (era transitata in seconda posizione a Limours), era attardata per via di un curioso contrattempo: nei pressi di Angervilliers, il glorioso omnibus denunciava il surriscaldamento di una delle teste di biella ed il Bollée pensava bene di rimediare avvolgendola in panni bagnati ma, ripresa la corsa, dimenticava di toglierli e in breve tempo, presi dagli ingranaggi, gli stracci danneggiavano alcune parti meccaniche. L'equipaggio della Bollée non si arrendeva e ricavava da un pezzo di lamiera due dischi tra i quali sistemava l'ingranaggio spezzato, rivettandoli con alcuni chiodi e procedendo infine ad un trattamento termico decisamente di fortuna, consistente nell'immersione del pezzo arroventato nell'acqua di un pozzo. Questa laboriosa riparazione costava alla Bollée 22 ore di sosta, ma le consentiva di rimanere in gara.
Alle spalle della Panhard & Levassor di Levassor procedevano, quasi appaiate, tre vetture, due Peugeot (n° 8 e n° 15) ed una Panhard & Levassor (n° 6) che si sorpassavano più volte a vicenda.
Ormai era calata l'oscurità, e l'illuminazione tramite lampade ad olio con cui erano equipaggiate le vetture era decisamente insufficiente per non dire quasi vicina allo zero. Malgrado questo handicap, Levassor riusciva a mantenere una velocità sorprendentemente elevata, distaccando tutti gli altri e giungendo al posto di controllo di Ruffec alle 3 e mezza di notte, talmente in anticipo rispetto alle previsioni che il pilota che doveva sostituirlo alla guida ancora era a letto. Per non perdere tempo nell'attesa, Levassor rinunciava al cambio e proseguiva: alle 9.30 era a Libourne, alle 10.38 tagliava il traguardo di Bordeaux. Pur informato del fatto che il suo vantaggio sugli inseguitori più vicini era di oltre 3 ore, Levassor decideva di proseguire, rinunciando a concedersi un po' di riposo. Ripreso il viaggio di ritorno, ripercorrendo quindi la strada in senso inverso, Levassor si chiedeva quale macchina avrebbe incontrato per prima: l'incrocio avveniva a Libourne, e la macchina era la Peugeot n° 15 di Rigoulot. I due equipaggi si scambiavano calorosi cenni di saluto e Levassor, con un breve calcolo mentale, si rendeva conto della consistenza del vantaggio.
I primi successivi incontri che Levassor faceva sulla via del ritorno erano con le Peugeot n° 8 e n° 16. In quel momento, dunque, alle spalle della Panhard di testa stavano procedendo ben 3 Peugeot, e Levassor, che naturalmente sperava che la vittoria arridesse ad una macchina recante il suo nome, doveva procedere con molta attenzione, mantenendo il comando senza forzare. Nei dintorni di Barbezieux, Levassor incrocia finalmente la prima Panhard & Levassor, che però non è la n° 6, come lui si attendeva, ma la n° 28, una 4 cilindri sulla quale non contava molto. Solo al controllo di Angoulême, Levassor veniva a sapere che la Panhard & Levassor n° 6 di Prevost era da tempo ferma, fuori corsa, per l'investimento di un cane. A Ruffec, Levassor doveva cedere la guida all'ormai appiedato Prevost, ma, temendo che un diverso conduttore avrebbe potuto non essere all'altezza, preferiva ancora una volta proseguire imperterrito. Poco dopo però, probabilmente a causa di un colpo di sonno, Levassor usciva di strada: rimessa in strada la macchina, riusciva comunque a proseguire senza perdere troppo tempo. Al controllo di Tours, il più vicino degli inseguitori – ancora Rigoulot con la Peugeot n° 15 – era dato a 4 ore e mezza.
La classifica provvisoria a metà corsa, quindi a Bordeaux, vedeva dunque al primo posto la Panhard & Levassor di Levassor in 22ore e 29', seguita da tre Peugeot (Rigoulot a 3ore 40', Doriot a 4ore 54', Koechlin a 6ore 41') dalla Panhard n° 28 di Boulanger (ad oltre 8 ore) e dalla Benz di Thum (ritardo di 11 ore abbondanti). Seguivano, con distacchi abissali, la Panhard di Mayade, la Serpollet a vapore di Léon Serpollet, la Benz di Roger, la Bollée “La nouvelle”. Ultima, staccata di una giornata abbondante (25 ore), la Peugeot “l'eclair” n° 46 dei fratelli Michelin.
Nel tratto di andata Parigi-Bordeaux, avevano quindi già ceduto 11 concorrenti, la metà esatta di quelli partiti: la Serpollet n° 21, arrestatasi subito dopo il via per cause ignote (forse inesperienza dello sconosciuto pilota), il biciclo Millet n° 42 a Orléans, la De Dion-Bouton n° 3 a Vouvray (avaria alla trasmissione), il trattore De Dion-Bouton n°1 a Chatellerault, la Panhard & Levassor n° 6 a Ruffec (investimento di un cane), la Vincke et Delmer n°37 ed il biciclo Wolfmuller n°14 ad Angouleme, la vettura elettrica Jeantaud n°25 (troppo attardata dopo le 24 ore perse per la riparazione di un asse), la Gautier n°18, la Rossel n°26 e la Gautier-Wehrlé a vapore n°43.
Tornando alla corsa di Levassor: alle 4 e mezza era a Blois, alle 6 e 45 ad Orléans, alle 9 e 35 a Etampes. Mezzogiorno era passato da un pezzo, quando la Panhard & Levassor n° 5 – letteralmente scortata da uno sciame di ciclisti – raggiungeva Versailles tra applausi, grida e lancio di fiori.
Due minuti prima dell'una, Levassor taglia il traguardo situato all'ingresso di Parigi, alla Porta Maillot. Il responso dei cronometristi giungeva subito: 48 ore e 48 minuti per percorrere 1178 km, media lorda km 24,139 all'ora
Secondo a tagliare il traguardo, dopo le 18 e 30, era Rigoulot con la Peugeot a 2 posti n° 15. Seguivano altre due Peugeot, la n° 16 di Koechlin e la n° 8 di Doriot, che avevano compiuto gran parte del percorso assieme: per un lungo tratto la numero 8 aveva preceduto la numero 16, ma successivamente Koechlin recuperava e ad Etampes i due transitavano quasi appaiati; poi Doriot prendeva nuovamente il sopravvento e tagliava il traguardo 7 minuti prima dell'avversario. Poiché però Doriot era partito otto minuti prima di Koechlin, il suo tempo complessivo risultava superiore, sia pure per un solo minuto.
Il primo premio andava dunque alla Peugeot n° 16 di Koechlin, la più veloce tra le vetture a 4 posti.
Gli altri arrivi alla Porta Maillot si succedevano ad intervalli assai lunghi: il numero 12 (Thum, su Roger-Benz) finiva nella mattinata di venerdì, il n° 7 (Mayade, su Panhard & Levassor) nel pomeriggio, il n° 28 (Boulanger, su Panhard & Levassor) un po' dopo le diciotto, il n° 13 (Roger, su Roger-Benz) nella tarda serata. Chiude l'elenco l'omnibus La nouvelle di Amédée Bollée (solo veicolo a vapore ad aver portato a termine la corsa), che giunge sabato 15 giugno.
E la Peugeot n° 46 dei fratelli Michelin? A prescindere dalle numerose panne agli pneumatici, molteplici noie di ogni genere ne rallentavano la marcia, al punto che non riusciva a percorrere l'intero percorso entro il limite di tempo (100 ore) che il regolamento concedeva e, in ogni caso, era da ritenere squalificata per aver cambiato i raggi delle ruote utilizzando materiale di ricambio che non era presente a bordo. L'elenco delle peripezie subite da questa macchina era impressionante: decine e decine di forature, cambio degli pneumatici ogni 150 km circa, ripetuti distacchi dei raggi metallici delle ruote posteriori, impossibilità di utilizzare la terza marcia (a partire da Poitiers), due principi d'incendio, dissaldamento del carburatore.
Le aride cifre dicevano dunque che dei 22 partenti, 11 raggiungevano Bordeaux e 10 completavano l'intero percorso (9 regolarmente, 1 fuori tempo massimo). Una indagine un po' più approfondita consentiva di osservare che entrambi i bicicli e la vettura elettrica non riuscivano neppure a raggiungere Bordeaux, che di 6 vetture a vapore appena due transitavano da Bordeaux ed una soltanto riusciva a ritornare a Parigi, mentre le vetture a petrolio reggevano assai meglio (13 partite, 9 arrivate). In particolare: le due Roger-Benz e le quattro Peugeot concludevano tutte la gara, mentre in casa Panhard & Levassor si lamentava un solo ritiro (peraltro imputabile all'investimento di un cane, una causa quindi estranea alla bontà della vettura).
Non rimaneva che sottolineare come, di tutte le macchine a vapore, soltanto la vetusta “Nouvelle” aveva mostrato prestazioni interessante, considerando che senza la malaugurata distrazione del suo numeroso equipaggio, avrebbe potuto occupare una posizione in classifica onorevole, attorno alla sesta piazza.
Comprensibile e legittima, alla fine, l'esultanza dei fautori della propulsione a petrolio, cui si contrapponeva la manifesta intenzione dei “vaporisti” di dedicare ogni energia per migliorare i loro prodotti e colmare il divario al momento esistente con quelli muniti di motore endotermico.
Per finire: il rendiconto economico fornito dagli organizzatori della corsa, indicava all'attivo franchi 82.259,55 (sottoscrizioni, iscrizioni, ricavo esposizione) ed al passivo franchi 78.307,95 (63.000 per premi distribuiti, il resto per spese generali e diverse).
Quanto ai premi distribuiti, eccone il dettaglio: 30.000 franchi alla Peugeot n° 16 di Koechlin, la più veloce tra le “4 posti”, 12.000 alla Panhard & Levassor n° 5 di Levassor, la più veloce in assoluto ma a 2 soli posti, 6.000 alla Peugeot n° 15; 3.000 a testa alla Peugeot n° 8, alle Panhard & Levassor n° 7 e n° 28, alla Roger-Benz n°12; 1.500 a testa alla Roger-Benz n°13 e alla Amédée Bollée n° 24).
Alla corsa risultavano iscritte anche due veicoli a due ruote, una Millet e una Duncan & Superbie "Reine Pétrolette" pilotata da Georges Osmont; entrambe non videro però il traguardo.

### I Michelin
Per illustrare la storia della prima partecipazione di una vettura munita di pneumatici ad una corsa automobilistica occorre risalire almeno al 1892: quell'anno, dopo la straordinaria vittoria alla corsa ciclistica Parigi-Brest-Parigi nella quale Charles Terrot dominò il campo disponendo (solo tra oltre 200 concorrenti) di una bicicletta munita di pneumatico smontabile, il nome Michelin raggiunse la celebrità. Organizzatane la produzione in serie, nel breve volgere di un anno ben 10.000 ciclisti adottarono questo pneumatico.
Una volta conquistato il campo ciclistico, i fratelli Michelin passarono alle carrozze, dove faticarono maggiormente per la accanita resistenza dei costruttori delle gomme piene (che giunsero a far spargere chiodi per le vie di Parigi), ma la conquista più importante era ancora da compiere: i fratelli erano convinti che anche per le automobili si imponesse la sostituzione dei cerchioni di ferro e delle gomme piene con degli pneumatici di dimensioni appropriate.
Per tentare di convincere gli scettici (che erano ancora tanti) decisero di prepararsi per partecipare alla grande corsa Parigi-Bordeaux-Parigi 1895. La vettura, munita di pneumatici, venne provata - nei tre mesi precedenti la gara - due volte: la prima volta, a Clermont, non si ebbero problemi, mentre il secondo collaudo, avvenuto oltretutto in orario notturno, ebbe un esito meno favorevole: la Peugeot, guidata da un certo Parry, pare a causa di una impavida manovra con il freno a mano, finì la sua corsa contro un palo del telegrafo, incendiandosi. Malgrado mancasse meno di un mese alla corsa, la vettura venne comunque praticamente rifatta ed i fratelli Michelin poterono così prendere il via con questa decisamente anomala vettura, munita di un motore “nautico”.
Altra caratteristica di questa Peugeot numero 46 – ottimisticamente soprannominata “L'eclair” (il lampo) – era costituita dal peso assai rilevante (1.400 kg), dovuto al fatto che su di essa era collocato un grande cassone contenente una grande quantità di attrezzi e ricambi, molti dei quali indispensabili per provvedere alle prevedibili riparazioni degli pneumatici.

### La fondazione dell'Automobile Club de France
In Francia l'automobilismo sportivo, in particolare dopo la disputa della Parigi-Bordeaux-Parigi, entrava prepotentemente nel ristretto novero degli avvenimenti agonistici seguiti con interesse dalle folle. Ciò induceva i sostenitori del nuovo sport a manifestare l'intenzione di organizzare gare di velocità pura o comunque di manifestazioni incentrate sul nuovo mezzo di locomozione.
Per contro, le autorità in genere si dimostravano ostili, ostilità che non era limitata alle corse ma che riguardava anche la normale circolazione dei veicoli automobili. Il primo regolamento per la circolazione degli autoveicoli, emanato dal Prefetto di Polizia di Parigi, tale Lépine, portava la data del 14 agosto 1893 ed era ovviamente ancora in vigore. Esso contemplava, tra le altre, una norma che limitava a 12 chilometri all'ora la velocità da tenere nei centri abitati.
Il Conte De Dion, anima dell'automobilismo francese non solo sportivo, iniziava da tempo una battaglia in difesa dei veicoli a motore: per quanto valido, l'operato di una sola persona (pur autorevole), si era dimostrato insufficiente. Da questa banale constatazione, nasceva l'idea di fondare un club che offrisse agli automobilisti una rappresentanza altamente qualificata, tanto sotto il profilo finanziario quanto sotto quello politico e mondano.
Il 5 novembre 1895 veniva fondato il Club, mentre sette giorni dopo, nella casa De Dion al Quai d'Orsay di Parigi, si riuniva l'assemblea dei soci fondatori: De Dion, accontentandosi della vice-presidenza, faceva eleggere Presidente il Barone De Zuylen, un gentiluomo assai ricco.
Per la storia, questo il testo fedele del verbale di quella seduta.
Altri 50 personaggi vengono iscritti quali “membri fondatori”. Si tratta di: Acloque, Avigdor, Bail, Barbaut, Bari, Bonnet, Bourdil, Bourdoie, Bouton, Bosch, Caillavet, Cauvin (Ernest), Cauvin (Louis), Chedenet, Charron, Clément (Maurice), Collet, Cravoisier,  Crouan, Dalifol, De Bestegui, De Camondo (Conte), De Coninck, De Goussaincourt, De Follin (Conte), De Knyff (Cavaliere), Delannoy, Della Rocca (Principe), De Meaux, De Montaignac (Marchese), Lowenski, Menier (Albert), Michelin (André), Morin, Mouter, Nouette Delorme, Panhard (René) padre, Panhard (Hippolyte) figlio, Poidatz, Potin, Richard, Rives, Robinot de la Pichardais, Scotte, Sepeille, Schege, Talansier, Trezza de Musella, Verlhe, Volbert.

### L'America alla riscossa
Gli Stati Uniti d'America, che pure potevano vantare la prima “corsa” per veicoli a motore (1878), apparivano in sensibile ritardo rispetto al “vecchio continente” per tutto ciò che riguardava la locomozione meccanica in generale: mentre infatti dall'Europa (e dalla Francia in particolare) giungevano spesso notizie sensazionali anche per quanto concerneva il settore agonistico e sulla bocca degli appassionati i nomi che ricorrevano con maggiore frequenza erano francesi (Panhard & Levassor, Peugeot, De Dion-Bouton) o tedeschi (Benz, Daimler), in America tutto sembrava tacere. Uno dei pochi avvenimenti che meritavano un accenno era la costituzione, a Chicago, del primo Club automobilistico: denominato “The American Motor League” e nato ufficialmente il 1º novembre 1895, era stato fortemente voluto da Charles Brady King, pioniere della motorizzazione statunitense.
Erano invece due giornalisti, H.H. Kohlsaat (da poco proprietario del Chicago Times Herald) e Francio Upham Adams  (suo collaboratore) ad ideare e finanziare un “concorso per veicoli senza cavalli”, sul percorso da Chicago a Milwaukee.
Come si vedrà, alla Chicago-Waukegan (che prenderà il posto della Chicago-Milwaukee) parteciperanno effettivamente soltanto due vetture, una Mueller-Benz ed una Duryea.

#### La Mueller-Benz
Alla fine del 1892 H.A. Mueller acquistava dall'Europa una Benz del tipo “Viktoria” alla quale subito apportava numerose modifiche (al cambio, all'impianto di raffreddamento del motore, all'accensione ed alla carburazione).
L'intendimento del Mueller era quello di dare inizio ad una produzione in piccola serie di questa vettura: ovvio quindi, anche e soprattutto a fini pubblicitari, il suo interesse per questa prima manifestazione incentrata sul nuovo mezzo di locomozione, cui farà partecipare, in qualità di conduttore, il figlio Oscar.

#### Duryea
Charles Edgar Duryea e suo fratello J. Frank, nati nell'Illinois, iniziavano ad occuparsi di automobili nei primi anni '90 e realizzavano, nel 1893, il loro primo veicolo: un “Buggy” munito, al posto del cavallo, di un motore a benzina monocilindrico. Incoraggiati dai primi positivi collaudi su strada, i due fratelli, dopo aver fatto brevettare questa prima vettura (in data 30 aprile 1894), costruivano un secondo esemplare, con motore bicilindrico orizzontale da 1,9 litri di cilindrata, cambio a tre rapporti e trasmissione a cinghia alle ruote posteriori.
Con questa automobile, munita di pneumatici, i fratelli Duryea si cimenteranno alla Chicago-Waukegan.
| Chicago-Waukegan-Chicago 1895 |                                                                                 |
| Codice | 00008.1895                                                                      |
| Nazione | Stati Uniti d'America                                                           |
| Località | Chicago (Jackson Park)                                                          |
| Data | sabato 2 novembre 1895                                                          |
| Tipo gara | velocità su strada                                                              |
| Percorso | Chicago (Jackson Park), Waukegan, Chicago, per complessivi km 148,000 circa (a) |
| Veicoli ammessi | qualsiasi veicolo con trazione non animale                                      |
| Partiti | 2 (a petrolio/benzina)                                                          |
| Arrivati | 1 (a petrolio/benzina)                                                          |
| Ritirati | 1 (a petrolio/benzina)                                                          |
| Classifica generale assoluta 1. Mueller Oscar B. [Mueller-Benz, monocilindrica, vis-a-vis 2 posti, a petrolio] 9ore 22'30”, media km/h 15,786 (a) Nessun altro concorrente al traguardo |                                                                                 |
| Ritiri e cause: - Duryea J. Frank [Duryea, bicilindrica, Buggy 2 posti, a petrolio] per uscita di strada, forse a causa di una improvvisa manovra compiuta da un carro agricolo         |                                                                                 |
| Note: (a) Lunghezza complessiva del percorso e media oraria sono valori approssimativi                                                                                                  |                                                                                 |

### La Chicago-Waukegan-Chicago
Ideata e finanziata da due giornalisti (H.H.Kohlsaat e Upham Adams) ed annunciata sin dalla fine di luglio, eccoci dunque alla seconda corsa americana in assoluto, dopo il famoso Premio del Wisconsin dell’ormai lontano 1878. La prova era fissata per il 2 novembre 1895 sul percorso da Chicago a Milwaukee e raccoglieva la bellezza di 83 iscrizioni.
Il 31 ottobre, ultimo giorno utile per la “presentazione” dei veicoli (che avrebbero dovuto sottoporsi ad una serie di test preliminari), gli organizzatori si rendevano conto, sgomenti, che i concorrenti veramente pronti si potevano contare sulle dita di una mano. La prova veniva così posticipata al 28 novembre ma, per non deludere l'opinione pubblica, si decideva di far svolgere comunque la corsa del 2 novembre con quei pochi concorrenti in grado di gareggiare, su di un tracciato di lunghezza ridotta, da Chicago a Waukegan e ritorno, per un totale di circa 92 miglia (148 chilometri). Anche il monte premi, da ripartire tra tutti coloro che fossero riusciti a compiere il percorso in un tempo non superiore alle 13 ore, veniva ridotto e portato da 5.000 a 500 dollari.
Alla partenza, fissata per il primo mattino del 2 novembre, si presentavano cinque veicoli: una Duryea a petrolio, due Kane-Pennington Electric Victorias (evidentemente con motore elettrico), una Morris & Salom (anch'essa elettrica) ed una Mueller-Benz a petrolio.
Di questi, però, solo i due che disponevano delle vetture a petrolio prendevano effettivamente il “via” alle 8 e un quarto: la Duryea (guidata da J. Frank Duryea, accompagnato dal fratello Charles) e la Mueller-Benz (guidata da Oscar B. Mueller). La corsa in sé non risultava certo esaltante: la Duryea, dopo aver perso una cinquantina di minuti per rimediare ad un problema alla trasmissione, si lanciava all'inseguimento ma, mentre stava per riacciuffare la rivale, finiva in un fosso, probabilmente per “colpa” di un carro agricolo, lasciando via libera alla Mueller-Benz, che impiegava 9 ore, 22 minuti e 30 secondi e si aggiudicava i 500 dollari in palio.
| Chicago-Evanston-Chicago 1895 |                                                                      |
| Codice | 00009.1895                                                           |
| Nazione | Stati Uniti d'America                                                |
| Località | Chicago (Jackson Park)                                               |
| Data | giovedì 28 novembre/venerdì 29 novembre 1895                         |
| Tipo gara | velocità su strada                                                   |
| Percorso | Chicago (Jackson Park), Evanston, Chicago, per complessivi km 87,484 |
| Veicoli ammessi | qualsiasi veicolo con trazione non animale                           |
| Partiti | 6 (4 a petrolio/benzina e 2 elettriche)                              |
| Arrivati | 3 (3 a petrolio/benzina e nessuna elettrica)                         |
| Ritirati | 3 (1 a petrolio/benzina e 2 elettriche)                              |
| Classifica generale assoluta 1. (n 5) Duryea J. Frank [Duryea, bicilindrica, Buggy 2 posti, a petrolio] 10ore 23'00”, media km/h 8,425 2. (n 19) Mueller Oscar B. [Mueller-Benz, monocilindrica, vis-a-vis 2 posti, a petrolio] 10ore 47'00”, distacco 24'00” 3. (n 22) O'Connor Jerry [Macy-Roger-Benz, monocilindrica, 2 posti, a petrolio] 39ore 00'00”, distacco 28ore 37'00” |                                                                      |
| Ritiri e cause: - (n 7) Haas Frederick [De La Vergne-Benz, monocilindrica, a petrolio] a South Park, per impantanamento - (n 18) Morris Henry G. [Morris & Salom, Electrobat, elettrica] causa l'esaurimento delle batterie - (n 25) Sturges Harold [Sturges, Break, elettrica] causa l'esaurimento delle batterie                                                                |                                                                      |

### La Chicago-Evanston-Chicago
A 26 giorni dal fiasco della Chicago-Waukegan-Chicago, l'America ci riprovava e per il 28 novembre – festività nazionale statunitense (Giorno del ringraziamento) – il giornale Times Herald di Chicago organizzava una nuova prova automobilistica. A causa dell'inclemenza del tempo, con temperature sotto lo zero e qualche nevicata nei giorni precedenti la gara, il percorso originariamente previsto, da Chicago a Milwaukee, veniva abbandonato e sostituito con un tracciato abbreviato, che si dipanava dal Jackson Park di Chicago fino ad Evanston e che andava compiuto nei due sensi, andata e ritorno, per un totale di poco più di 50 miglia.
Anche questa volta le iscrizioni giungevano numerose (una quarantina) ma gli stessi organizzatori, bruciati da quanto era accaduto ad inizio mese, temevano che solo pochi veicoli si sarebbero presentati davvero alla partenza. Effettivamente la situazione, anche stavolta, non era esaltante: 11 macchine si presentavano alla sera della vigilia della corsa, ma poi questo numero già esiguo si riduceva di quasi il 50% e il giorno dopo, al Jackson Park, solo 6 vetture prendevano il “via”. Bisognava riconoscere però che queste ultime defezioni erano motivate: la mattina del 28 novembre, le condizioni delle strade da percorrere erano veramente tremende, ricoperte di neve, fango, ghiaccio.
Alcuni concorrenti rinunciavano “tout court”, altri provavano inutilmente a muoversi e alla fine 6 temerari decidevano di tentare l'impresa. Gli equipaggi in gara erano questi: la n° 5, la Duryea bicilindrica a petrolio, a due posti, reduce dalla sfortunata prova offerta il 2 novembre alla Chicago-Waukegan-Chicago, guidata ancora da J.Frank Duryea avente però in qualità di passeggero/accompagnatore/osservatore a bordo Arthur White; la n° 7, una De La Vergne-Benz monocilindrica a petrolio, guidata da Frederick C. Haas (passeggero-osservatore James F. Bate); la n° 18, una Morris & Salom modello “Electrobat” munita di motore elettrico, condotta da Henry G. Morris (osservatore: Hiram Percy Maxim); la n° 19, la Mueller-Benz monocilindrica a petrolio affermatasi nella Chicago-Waukegan-Chicago, pilotata anche in questa occasione dal figlio del costruttore, Oscar B. Mueller  (osservatore: Charles B. King); la n° 22, la Macy-Roger.Benz monocilindrica a petrolio, condotta da Jerry O'Connor (osservatore: Tenente Samuel Rodman); la n° 25, una Sturges “break” con motore elettrico condotta dal costruttore in persona, Harold Sturges (osservatore: T.T. Bennet).
Migliaia di persone, a quanto si dice attratte anche dalla prevista presenza in gara di vetture con motore elettrico, accorrevano al Jackson Park, incuranti del freddo, ancor prima delle 9, ora fissata per il “via”. All'ultimo momento si apprendeva che i due concorrenti che disponevano di vetture elettriche erano impossibilitati a percorrere l'intera distanza poiché, causa il maltempo, non avevano potuto piazzare gli accumulatori di ricambio lungo il percorso. Malgrado questo, i due decidevano di prendere comunque parte alla prova nel tentativo di dimostrare, difficoltà di rifornimento a parte, di essere in grado di misurarsi con le vetture a petrolio.
Mezz'ora prima della partenza, giungevano nella zona del traguardo i Giudici di gara (tre in tutto: Prof. Barret, C.F.Kimball, L.Summers) che sottoponevano le macchine ad un sommario esame per verificarne la conformità al regolamento. Pronti a salire sulle vetture erano anche i cosiddetti “osservatori di bordo”, cui era assegnato il compito di controllare “de visu” la regolarità di marcia dei concorrenti. Mancavano cinque minuti alle 9 quando, al segnale di C.F.Kimball, partiva la prima vettura, la Duryea n° 5. Un minuto dopo era la volta della De La Vergne-Benz (n° 7), che tuttavia si impantanava dopo poche centinaia di metri, costringendo il suo pilota a scendere e provvedere a forza di braccia. Alle 8 e 59 partiva un'altra macchina derivata dalla Benz, la Macy-Roger-Benz dell'irlandese O'Connor. Seguivano le due macchine elettriche: alle 9 e 1 minuto si avviava la Sturges elettrica, un minuto dopo la Morris & Salom. Ultima a partire, alle 10 e 6 minuti, un po' in ritardo sull'ora prevista, era la Mueller-Benz. A South Park, intanto, iniziavano i passaggi: prima a transitare, alle 9 e 7 minuti, era la Duryea, seguita ad otto minuti dalla Macy-Roger Benz di O'Connor, e a 16 minuti dalla De La Vergne-Benz.Ritardi leggermente maggiori per le due elettriche (20 minuti per la Sturges, 23 per la Morrisn & Salom). L'attraversamento del parco, difficoltosa per tutti, era fatale alla De La Vergne-Benz, che si impantanava definitivamente, aprendo la lista dei ritiri. Qualche chilometro dopo, nella zona dell'Istituto delle Belle Arti, la Macy-Roger-Benz numero 22 di O'Connor, pur sbandando paurosamente, riusciva a superare la Duryea ed a portarsi in testa alla corsa. Spettacolosa anche la gara della Mueller-Benz che, partita oltre un'ora dopo gli altri, raggiungeva e superava la Morris & Salom avvicinandosi all'altra vettura elettrica, la Sturges.
A Lincoln Park, altro punto nereggiante di folla entusiasta, leader era ancora O'Connor, che transitava alle 10 e 30, inseguito da vicino dalla Duryea.
Solo un'ora (abbondante) dopo, ecco transitare la terza vettura, la Mueller Benz. Altra pausa di mezz'ora, ed ecco apparire la Sturges.  Mentre giungeva notizia dell'abbandono da parte della Morris & Salom, ecco che anche la Sturges era costretta a fermarsi: per entrambe, la causa era quella messa preventivamente in conto: l'esaurimento delle batterie e l'impossibilità del loro rimpiazzo. La lotta per il primato proseguiva serrata tra O'Connor e Duryea.  A Evanston, profittando del fatto che O'Connor era costretto ad una fermata molto più lunga del previsto per un disguido al momento del rifornimento, Duryea passava in testa. O'Connor però non si dava per vinto e si gettava all'inseguimento, finché una riparazione allo sterzo lo costringeva ad una sosta lunghissima che lo tagliava fuori dalla lotta. La vittoria arrideva così a Frank Duryea, davanti alla Mueller-Benz di Oscar B. Mueller (che, negli ultimi chilometri di corsa, cedeva la guida al suo accompagnatore/osservatore, Charles B. King). Terzo, malgrado l'enorme ritardo, veniva classificato O'Connor, che vedeva così premiata la sua corsa generosa. Tempo lordo impiegato dal vincitore: 10 ore e 23 minuti, vale a dire una media oraria di km 8,425, un valore che, pur tenendo conto delle condizioni del fondo stradale, appariva assai modesto.
Il 5 dicembre venivano assegnati i premi: 2.000 dollari andavano alla Duryea per il miglior rendimento, la maggiore velocità e la migliore solidità e compattezza di costruzione; 1.500 dollari per rendimento ed economicità di servizio alla Mueller-Benz; 500 dollari, infine, alla Macy-Roger-Benz per la sua partecipazione alla corsa.
Numerose le prove collaterali alla gara vera e propria cui venivano sottoposte otto macchine, le sei partecipanti alla gara più altre due, entrambe a petrolio: la Haynes and Apperson e la Lewis. I test, curati da due ingegneri americani, J. Lundie e L.Summers, mettevano in luce le migliori caratteristiche ed i migliori rendimenti delle stesse vetture che avevano portato a compimento la Chicago-Evanston-Chicago: la Duryea e le due vetture “derivate Benz”, la Mueller-Benz e la Macy-Roger-Benz

### Gran Bretagna: nasce la Self Propelled Traffic Association
Mentre il 1895 era agli sgoccioli, dalla Gran Bretagna giungeva notizia della costituzione della “Self Propelled Traffic Association”. Promotore dell'iniziativa Sir David Salomons, un personaggio che per l'automobilismo inglese stava facendo ciò che in Francia avevano fatto uomini come il Conte De Dion.
L'associazione, costituita il 12 dicembre, si componeva di un Presidente (sir David Salomons), quattro vice-presidenti (Lord Winchelsea, Sir Fred Bramwell, Mr. Alex Siemens, Mr. John Philippson) e 17 Consiglieri (On. Evelyn Ellis, Sir Albert Rollit, Sir Henry Treuman Wood, Colonnello Mellor, Professor Boys, Mr. Jacobs, Mr. E.R. Shipton, Mr. Marshall, Mr. Geo Stephenson, Mr. Richard Tngye, Sir Brown, Mr. W. Cross, Mr. M.D. Rucker, Sir W. Richardson, Mr. H.J.Lawson, Mr. J.H. Knight, Mr. Irvy Cochrane).
Sir David Salomons, il cui nome appariva anche tra I fondatori dell'Automobile Club de France, stava prodigandosi per influenzare l'opinione pubblica ed il Parlamento al fine di ottenere la abolizione della legislazione in vigore – detta "Locomotive Act" – che nella pratica impediva, con le sue norme severissime ed ormai antiquate, la diffusione dell'automobile in Gran Bretagna. Nell'ottobre 1895, Sir Salomons, tra l'altro, aveva indetto ed organizzato un'esposizione per "vetture senza cavalli" che aveva riscosso grande successo, grazie anche alla massiccia partecipazione di costruttori d'oltremanica (Delahaye, Panhard & Levassor, Daimler, Peugeot, Roger-Benz, tricicli e quadricicli Gladiator nonché i nuovi tricicli a benzina De Dion-Bouton). Alla Mostra, tenutasi nella pittoresca città di Tunbridge Wells, l'Inghilterra era stata rappresentata da due soli costruttori di macchine elettriche.